# Reza Kazemi

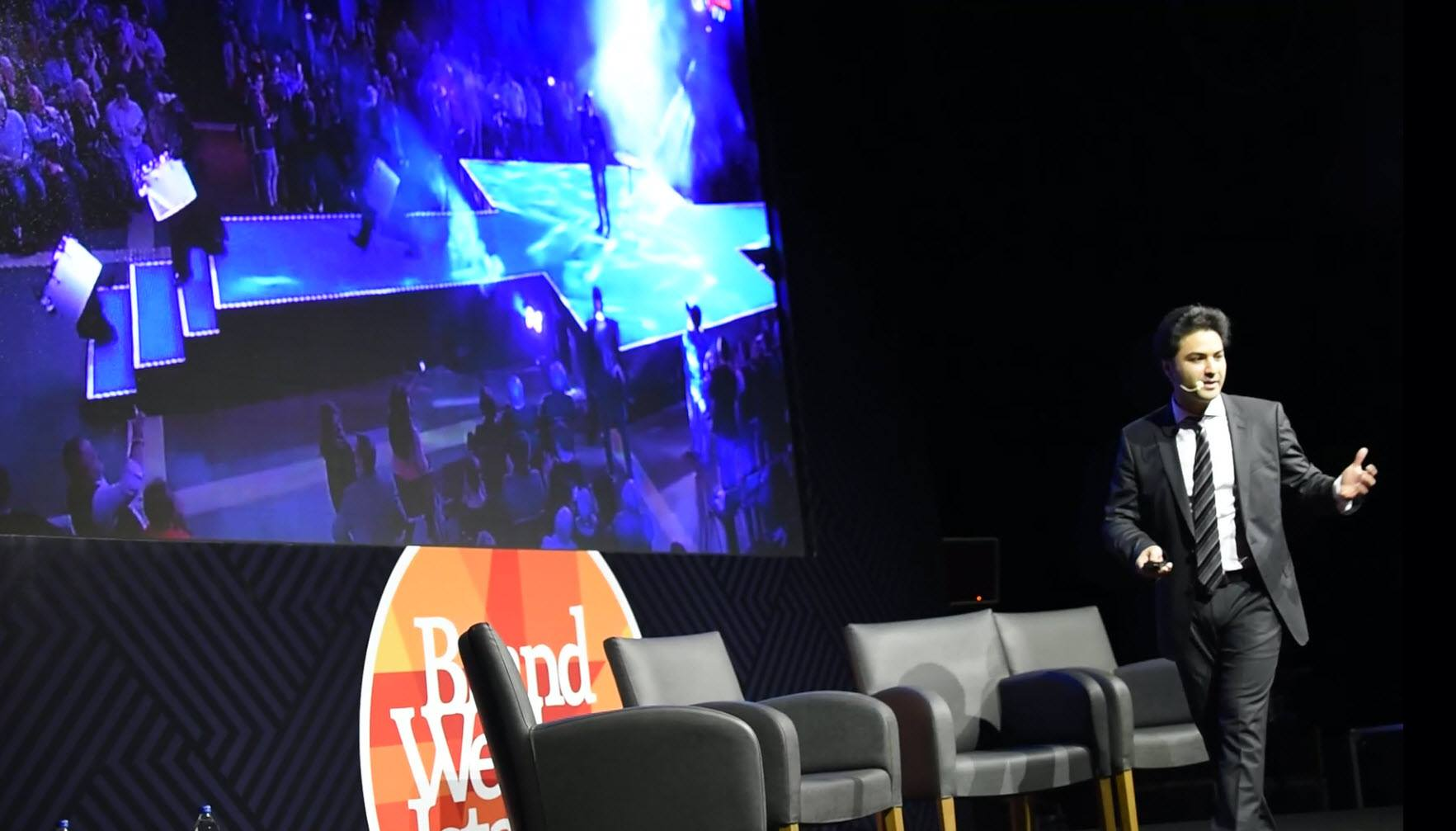
Reza Kazemi (2017)

Mohammad-Reza Mousa-Kazemi (* 24. Juli in Teheran) ist ein international tätiger Politik- und Wahlkampfberater. Er ist Präsident der European Association of Political Consultants (EAPC).

## Werdegang
Kazemi ist als Sohn persischer Migranten in Teheran geboren und in Deutschland aufgewachsen. Zwischenzeitlich besuchte er die Deep Run High School in Virginia, Vereinigte Staaten. Das Studium an der Technischen Universität in Kaiserslautern schloss er im Alter von 21 Jahren mit Auszeichnung ab. Zwischen 2010 und 2015 promovierte Kazemi unter der wissenschaftlichen Betreuung von Christina Holtz-Bacha und Winfried Schulz. Er schloss sein Studium als Dr. rer. pol. ab an der Friedrich-Alexander-Universität Erlangen-Nürnberg.
Ein Schwerpunkt seiner empirischen Forschung im Bereich der Politischen Kommunikation liegt insbesondere in der Beantwortung der Frage, wie die Wahrnehmung von Wählern und das Image von prominenten Persönlichkeiten durch den Einsatz von kommerziellen Marketinginstrumenten beeinflusst oder verändert werden kann. Im Bereich der politischen Werbewirkungsforschung führte er Untersuchungen zur Analyse der Wirkung von Kommunikation durch.
Er lebt in Saarbrücken.

## Wirken
Reza Kazemi gehört zu den Wahlkampfberatern, die anstelle des Einsatzes herkömmlicher Wahlkampfmethoden (Plakate, Bildmaterialien u. a.) verstärkt technologiebasierte Kampagneninstrumente einsetzten (z. B.: Mimikanalyse-Verfahren, Eye-Tracking-Tools und Real-Time-Response Messungen) und neue Technologieformate in der Politischen Kommunikationsarbeit von Parteien implementierten.
Im Zusammenhang mit der Debatte um Angriffe durch künstliche Intelligenz beriet Reza Kazemi Abgeordnete des Europäischen Parlaments in Brüssel bezüglich des Umgangs mit „Social Bots“ und der Abwehr von „Fake News“ in sozialen Medien.
Die von ihm gegründete Agentur „Campaigns & Technology“ hat sich auf Wahlkampfstrategien und Kampagnentechnologien spezialisiert.
Seine Beratertätigkeit umfasste die Beteiligung an den folgenden Kampagnen:
Nationalratswahlen in Österreich
Während des Wahlkampfes zur Nationalratswahl in Österreich 2017 unterstützte Reza Kazemi den ehemaligen österreichischen Bundeskanzler Christian Kern (SPÖ) in dessen Kampagne.
Nach dem Ausbruch des Skandals um den politischen Berater Tal Silberstein, der sogenannten Silberstein-Affäre, etablierte er ein politisches Instrument (mit dem Namen „TalkTOO!“), das zur Krisenkommunikation, zur politischen Partizipation und zur Mobilisierung von Unterstützern in der bereits laufenden Kampagne eingesetzt wurde. Mit diesem Format konnte die österreichische SPÖ zehntausende Personen gleichzeitig per Telefon anrufen und mit ihnen Live-Diskussionen führen. Der Bevölkerung wurde die Möglichkeit gegeben, dem österreichischen Bundeskanzler Fragen zu stellen und diese mit ihm zu diskutieren.
Gouverneurswahlen in der Slowakei
In der ostslowakischen Region Košice verhalf er u. a. dem parteiunabhängigen Kandidaten Rastislav Trnka zum Wahlsieg. Mit damals 33 Jahren wurde Trnka im Jahr 2017 als jüngster Gouverneur der Slowakei mit nur 875 Stimmen Vorsprung (bei 59.599 gegen 58.724 Stimmen) ins Amt gewählt. Im darauf folgenden Jahr 2018 verhalf Reza Kazemi dem Bürgermeister Jaroslav Polaček in der gleichnamigen Landeshauptstadt Košice zum Wahlsieg.
Weitere
- Tschechien (2018): Kommunale und lokale Wahlkampagnen
- Kenia (seit 2018): Präsidentschaftswahlen (2022) und Unterstützung beim Aufbau der Association of African Political Consultants (APC)[17][18]
- Ukraine (seit 2015): Beratung von demokratischen Organisationen in Kiew, Beratung von Einzelkandidaten für das Parlament, TV-Auftritt als Polit-Experte zum Thema „Wahlkampfstrategie“ im Nachrichtensender News One[19]
- Vereinigte Staaten (2012): Wahlkampf für die US-Demokraten in New York und Pennsylvania
- Frankreich (2012 und 2016/2017): u. a. mit Jean-Marc Ayrault in Nantes und Paris sowie Beteiligung in 2016/2017 an den Vorwahlen zur französischen Präsidentschaftswahl.

## Preise
- 2018: „Polaris Gold Award“  von der Europäischen Vereinigung der Politik- und Wahlkampfberater (European Association of Political Consultants) in der Kategorie „Präsidentschaftswahlkampf, Mobilisierungskampagnen“.[20][21]

## Mitgliedschaften
- IAPC (International Association Of Political Consultants)
- EAPC (European Association Of Political Consultants, Präsident, Europa)[22]
- APPC (Association Of Professional Political Consultants, Ukraine)[23]
- PRVA (Public Relations Verband Austria, Österreich)

## Lehrtätigkeit
Reza Kazemi ist freier Dozent an der Universität Mannheim, Institut für Medien- und Kommunikationswissenschaft, der Dualen Hochschule Baden-Württemberg (DHBW Ravensburg), Fachbereich Medien- und Kommunikationswirtschaft, und am Steinbeis-Forschungszentrum für Werbung und Kommunikation in Ravensburg.

## Veröffentlichungen
- M. Kazemi, R. / Heimerl, Benjamin (2017): Kommunale Wahlkampfführung: Der Unterschied zwischen Gartenzaunkampagnen und einem professionellen Wahlkampf. In: Kommunalpraxis Wahlen gewinnen, Fachzeitschrift für Wahlen und Abstimmungen. Carl Link Verlag, Kronach 8/2017/2, S. 128–134.[25]
- S. Ottler, M. Kazemi, R., & Resch, R. (2016). Measuring Effects of Candidates on Voters in Germany: A Methodological Comparison Between Real-Time-Response Measurement and Facial Coding. In D. Schill, R. Kirk & A.E. Jasperson (Hrsg.), Political Communication in Real Time: Theoretical and Applied Research Approaches (S. 128–142). New York: Routledge.[26][27]
- S. Ottler, M. Kazemi, R., & Resch, R. (2016). Measuring the effects of candidates on voters in Germany. A methodological comparison between real-time response measurement and facial coding. In D. Schill, R. Kirk, & A. Jasperson (Hrsg.), Political communication in real time: Theoretical and applied research approaches. New York: Routledge.[28]
- M. Kazemi, R. (2019). Der Accelerating Change – Ansatz in Politik und Medien. Erwartungsabweichungen durch den Einsatz von Entertainment als Strategie des politischen Marketings. In J. E. Müller, C. Nouledo, & H. Stiemer (Hrsg.), Text und Medien im Kontext. Von den Tontafeln der Antike bis zu den digitalen Medien des 21. Jahrhunderts. Nodus, Münster.[29]
- M. Kazemi, R. (2015). Wahrnehmung von Kandidatenimages. Der Einsatz von Unterhaltung für die Politikvermittlung. Publizierte Dissertation an der Rechts- und Wirtschaftswissenschaftlichen Fakultät des Fachbereichs Wirtschaftswissenschaften der Friedrich-Alexander-Universität Erlangen-Nürnberg. Publiziert im Eigenverlag.[6]
- M. Kazemi, R. & Heimerl, B. (2014). Political Marketing and Communication. Modern Trends in German Election Campaigns. In Pazarlama Iletisimi, Istanbul.[30]
- M. Kazemi, R. & Heimerl, B. (2014). Politik „2.0“: Ein Praxisleitfaden für den sicheren Umgang mit Social Media für Politik und Rathaus. In Handbuch Kommunalpolitik, 12, WEKA Verlag, Kissing.[25]
- M. Kazemi, R. & Heimerl, B. (2013). Web „2.0“ im Wahlkampf. Die moderne Online-Kampagne: Über den effektiven Einsatz von Facebook, Twitter & Co. für die Gewinnung von Wählerstimmen. In Handbuch Kommunalpolitik, 10, WEKA Verlag, Kissing.[25]